# یواس‌اس ساسکوهنا (۱۸۵۰)
یواس‌اس ساسکوهنا (۱۸۵۰) (به انگلیسی: USS Susquehanna (1850)) یک کشتی بود که طول آن ۲۵۷ فوت (۷۸ متر) بود. این کشتی در سال ۱۸۵۰ ساخته شد.